# استفان بکن باوئر
استفان بکن باوئر (انگلیسی: Stephan Beckenbauer; ۱ دسامبر ۱۹۶۸ – ۳۱ ژوئیهٔ ۲۰۱۵) بازیکن فوتبال اهل آلمان بود و فرزند فرانتس بکن‌باوئر بود.
از باشگاه‌هایی که در آن بازی کرده‌است می‌توان به باشگاه فوتبال بایرن مونیخ ۲، باشگاه فوتبال مونیخ ۱۸۶۰، باشگاه فوتبال کیکرز اوفنباخ، باشگاه فوتبال بایرن مونیخ، و باشگاه فوتبال زاربروکن اشاره کرد.